# Slovenské Krivé
Slovenské Krivé – wieś (obec) na Słowacji położona w kraju preszowskim, w powiecie Humenné. Pierwsze wzmianki o miejscowości pochodzą z roku 1478.
Według danych z dnia 31 grudnia 2012, wieś zamieszkiwało 129 osób, w tym 67 kobiet i 62 mężczyzn.
W 2001 roku pod względem narodowości i przynależności etnicznej miejscowość zamieszkiwali wyłącznie Słowacy.
Ze względu na wyznawaną religię w 2001 roku 97,92% mieszkańców stanowili katolicy rzymscy, a 2,08% grekokatolicy.